# Hieremias Rapp
Pour les articles homonymes, voir Rapp.
Hieremias Rapp (ou Jeremias), né à Erstein vers 1544 et mort à Offenbourg en 1610, est un religieux et bibliophile allemand de la Renaissance, qui fut recteur d'Offenburg pendant 30 ans.

## Biographie
Immatriculé à l'université de Fribourg-en-Brisgau en 1560, ordonné prêtre en 1567, il devient recteur d'Offenbourg en 1581. Senior du Grand Chœur, il participe aux conférences qui précèdent le traité de Haguenau, conclu entre le parti catholique et le parti protestant en 1604. Il assiste également à l'office inaugural du Grand Chapitre lorsque celui est transféré à Molsheim en 1605.
En 1597 Hieremias Rapp se fait confectionner un retable-reliquaire à volets peints, d'abord conservé à Strasbourg, au collège Saint-Étienne, puis transféré à Offenbourg, au Museum im Ritterhaus (de), qui héberge les archives municipales.
H. Rapp s'est constitué une importante bibliothèque, dont nombre d'ouvrages comportent son super-libris armorié et parfois des dédicaces de théologiens de premier plan.
En 1621, son neveu Lazare Rapp, qui lui a succédé comme recteur d'Offenbourg en 1610, lègue au séminaire de Molsheim (Bas-Rhin) cette importante collection d'ouvrages. Elle est aujourd'hui conservée par la bibliothèque du Grand Séminaire de Strasbourg, dont elle constitue une part importante des fonds du XVIe siècle.